# セヴェリン・ミハルスキ
セヴェリン・ミハルスキ（Seweryn Michalski 、1994年9月12日 - ）は、ポーランド・ベウハトゥフ出身のプロサッカー選手。ポジションは、ディフェンダー（センターバック）。
地元のクラブであるGKSベウハトゥフで選手生活をスタートした。2013年6月25日、ベルギーのKVメヘレンに移籍した。